# Dubcy (przystanek kolejowy)
Dubcy (ros. Дубцы) – przystanek kolejowy w miejscowości Dubcy, w rejonie czudowskim, w obwodzie nowogrodzkim, w Rosji. Położony jest na linii Petersburg – Moskwa.